# Juignac
Juignac és un municipi francès situat al departament del Charente i a la regió de la Nova Aquitània. L'any 2007 tenia 419 habitants.

## Demografia

### Població
El 2007 la població de fet de Juignac era de 419 persones. Hi havia 162 famílies de les quals 44 eren unipersonals (20 homes vivint sols i 24 dones vivint soles), 55 parelles sense fills, 55 parelles amb fills i 8 famílies monoparentals amb fills.
La població ha evolucionat segons el següent gràfic:
Habitants censats

### Habitatges
El 2007 hi havia 222 habitatges, 159 eren l'habitatge principal de la família, 51 eren segones residències i 12 estaven desocupats. 209 eren cases i 12 eren apartaments. Dels 159 habitatges principals, 128 estaven ocupats pels seus propietaris, 28 estaven llogats i ocupats pels llogaters i 3 estaven cedits a títol gratuït; 2 tenien una cambra, 10 en tenien dues, 20 en tenien tres, 40 en tenien quatre i 87 en tenien cinc o més. 121 habitatges disposaven pel capbaix d'una plaça de pàrquing. A 78 habitatges hi havia un automòbil i a 65 n'hi havia dos o més.

### Piràmide de població
La piràmide de població per edats i sexe el 2009 era:
| Homes | Edats   | Dones |
| ----- | ------- | ----- |
| 0     | 95 o +  | 4     |
| 0     | 90 a 94 | 4     |
| 0     | 85 a 89 | 4     |
| 4     | 80 a 84 | 4     |
| 4     | 75 a 79 | 12    |
| 16    | 70 a 74 | 20    |
| 24    | 65 a 69 | 28    |
| 24    | 60 a 64 | 24    |
| 12    | 55 a 59 | 8     |
| 8     | 50 a 54 | 16    |
| 12    | 45 a 49 | 16    |
| 12    | 40 a 44 | 20    |
| 24    | 35 a 39 | 16    |
| 16    | 30 a 34 | 12    |
| 20    | 25 a 29 | 4     |
| 12    | 20 a 24 | 4     |
| 8     | 15 a 19 | 4     |
| 8     | 10 a 14 | 4     |
| 12    | 5 a 9   | 8     |
| 4     | 0 a 4   | 8     |

## Economia
El 2007 la població en edat de treballar era de 243 persones, 150 eren actives i 93 eren inactives. De les 150 persones actives 135 estaven ocupades (73 homes i 62 dones) i 16 estaven aturades (7 homes i 9 dones). De les 93 persones inactives 30 estaven jubilades, 13 estaven estudiant i 50 estaven classificades com a «altres inactius».

### Ingressos
El 2009 a Juignac hi havia 155 unitats fiscals que integraven 354,5 persones, la mediana anual d'ingressos fiscals per persona era de 14.687 €.

### Activitats econòmiques
Dels 8 establiments que hi havia el 2007, 1 era d'una empresa de fabricació d'altres productes industrials, 3 d'empreses de construcció, 1 d'una empresa d'hostatgeria i restauració, 1 d'una empresa de serveis i 2 d'empreses classificades com a «altres activitats de serveis».
Dels 4 establiments de servei als particulars que hi havia el 2009, 1 era un paleta, 1 fusteria, 1 lampisteria i 1 perruqueria.
L'any 2000 a Juignac hi havia 32 explotacions agrícoles que ocupaven un total de 988 hectàrees.

## Equipaments sanitaris i escolars
El 2009 hi havia una escola elemental integrada dins d'un grup escolar amb les comunes properes formant una escola dispersa.

## Poblacions properes
El següent diagrama mostra les poblacions més properes.